# Kenneth Bartholomew
Kenneth Eldred Bartholomew, detto Ken (Leonard, 10 febbraio 1920 – Bloomington, 9 ottobre 2012), è stato un pattinatore di velocità su ghiaccio statunitense.

## Palmarès

### Olimpiadi invernali
- Argento a Sankt Moritz 1948 nei 500 metri.